# 高原站 (日本)
高原站（日语：〔〕／ Takaharu eki */?）位於宮崎縣西諸縣郡高原町，是九州旅客鐵道（JR九州）
吉都線上的車站。高原町的中心站。

## 車站構造
島式月台1面2線的地上站。無人車站，站房內有觀光旅遊中心進駐，車站業務亦交由旅遊中心管理。

## 車站周邊
- 高原町公所
- 高原郵局
- 高原町立高原小學
- 高原町立醫院
- 宮崎自動車道 - 高原交流道

## 历史
- 1913年5月11日：鐵道院宮崎線小林～谷頭開通，本站作為中途站開業[1]。
- 1987年（昭和62年）4月1日 - 國鐵分割民營化後成為九州旅客鐵道（JR九州）轄下的車站。

## 相鄰車站
九州旅客鐵道
吉都線
廣原－高原－日向前田

## 相關項目
- 日本鐵路車站列表

## 外部連結
- JR九州 － 高原車站 （页面存档备份，存于）（日語）